# Laurent Jean Marie Le Boulc'h
Laurent Le Boulc'h (Loudéac, 4 de setembro de 1960), é um bispo católico francês, bispo de Coutances e Avranches de 2013 a 2023, então nomeado arcebispo de Lille em 1º de abril de 2023.

## Biografia

### Treinamento
Em 1980 ingressou no seminário interdiocesano de Vannes.
Foi ordenado sacerdote em19 de junho de 1988na Catedral de Saint-Étienne de Saint-Brieuc para a diocese de Saint-Brieuc .
Ele possui uma licença canônica em teologia.

### Padre
Exerceu sucessivamente diferentes funções na sua diocese de origem: iniciou a carreira como vigário da Catedral de Saint-Étienne de 1988 a 1991. Depois retomou os estudos no Instituto Católico de Paris , de 1991 a 1993.
De 1993 a 2005 foi vigário episcopal da diocese responsável pela pastoral juvenil, apoio à educação diocesana, escoteiros e guias da França, capelania para a educação pública e iniciação cristã . Em 2003, foi também responsável pela formação contínua e delegado episcopal para informação.
De 2005 até à sua nomeação episcopal, foi pároco de Lannion e responsável pela área pastoral desta localidade, bem como sacerdote moderador da paróquia de Pleumeur-Bodou. Paralelamente a este cargo paroquial, foi secretário-geral do conselho sacerdotal de 2005 a 2012, depois delegado episcopal para a pastoral da cultura e do turismo a partir de 2012.

### Bispo
Foi nomeado bispo de Coutances em5 de setembro de 2013pelo Papa Francisco . Recebeu a ordenação episcopal em 27 de outubro de 2013 das mãos de Jean-Charles Descubes, arcebispo de Ruão e primaz da Normandia, auxiliado por Denis Moutel, bispo de Saint-Brieuc e Stanislas Lalanne, seu antecessor e novo bispo de Pontoise. Escolheu então o seu lema episcopal: «O meu jugo é suave e o meu fardo é leve» (Mt 11,30)
Como bispo de Coutances, chamou a Comunidade de Saint-Martin ao Monte Saint-Michel.
Foi nomeado arcebispo de Lille em 1º de abril de 2023 . Foi empossado em 20 de maio de 2023, na catedral de Notre-Dame-de-la-Treille, em Lille, por Jean-Marc Noël Aveline, cardeal e arcebispo metropolitano de Marselha, na presença de Celestino Migliore, núncio apostólico na França.

## Distinção
Laurent Le Boulc'h foi nomeado cavaleiro da Legião de Honra em 14 de julho de 2018.